# Élections municipales somalilandaises de 2012
Les élections municipales somalilandaises de 2012 se déroulent le 28 novembre 2012 au Somaliland.
Les élections voient arrivés en tête les partis Kulmiye, Waddani et UCID qui, en vertu de la constitution, deviennent les trois seuls partis autorisés à concourir aux élections présidentielles et législatives nationales.

## Système électoral
Le Somaliland est un État de la Corne de l'Afrique s'étant autoproclamé indépendant de la Somalie en 1991 et qui n'est pas reconnu par la communauté internationale,.
Le scrutin vise en premier lieu à élire pour cinq ans les 375 membres des 19 conseils municipaux et conseils de district des six régions du pays pays, les conseils élisant à leurs tours les maires. Les précédentes élections ayant eu lieu en 2002, le mandat des conseillers devait prendre fin à la mi décembre 2007, avant que les élections ne soient reportées  par le Conseil des Anciens (Guurti), la chambre haute du pays, en raison de désaccord entre le gouvernement et la commission électorale sur la composition des listes électorales. Un accord est finalement trouvé en 2009, menant à l'organisation avec succès de l'élection présidentielle de 2010 de manière paisible.
Le scrutin représente surtout un test électoral de premier plan dans le pays. La constitution du Somaliland limite en effet à trois le nombre de partis politiques pouvant participer aux élections présidentielles et législatives. Cette disposition est alors mise en place dans le but de limiter le tribalisme politique dans le pays, les élections législatives organisées dans le pays en 1969 ayant vu plus d'une soixantaine de partis se composer sur des bases claniques, menant à une importante fragmentation du champ politique dans ce qui était alors encore une partie de la Somalie. 
Les élections municipales, pour lesquelles le multipartisme intégral est autorisé, servent de primaires à ce système, les trois partis arrivant en tête devenant pour dix ans ceux autorisés à concourir aux scrutins nationaux. La nouvelle loi électorale fixe de fait le seuil à un minimum de mille adhérents et à l'obtention de 20 % des suffrages dans chacune des six régions du pays, mais permet aux trois partis arrivés en tête de se qualifier si moins de trois partis ont réuni ces conditions. À l'inverse, un parti arrivé dans le trio de tête au niveau national peut en théorie ne pas être qualifié s'il ne réunit pas les conditions et que trois autres partis les réunissent, une spécificité devant inciter à éviter la fragmentation des partis,,. 

## Résultats
Le scrutin a lieu dans des conditions « libres et équitables » selon les observateurs internationaux.
| Partis | Partis  | Voix    | %     | Sièges |  |
| ------ | ------- | ------- | ----- | ------ |  |
|        | Kulmiye | 244 795 | 30,19 | 99     |  |
|        | Waddani | 163 789 | 20,20 | 68     |  |
|        | UCID    | 105 105 | 12,96 | 40     |  |
|        | Umad    | 94 689  | 11,68 | 37     |  |
|        | Rays    | 83 596  | 10,31 | 32     |  |
|        | Xaqsoor | 74 204  | 9,15  | 31     |  |
|        | Dalsan  | 44 680  | 5,51  | 16     |  |
|        |         |         |       |        |  |
| Total  | Total   | 810 858 | 100   | 375    |  |